# جرجیس

جرجیس در نشان ملی گرجستان

جرجیس، سنت جورج (به انگلیسی: Saint George)، یا گئورگ، مطابق منابع مسیحی سربازی از ارتش امپراتوری روم در سده‌های سوم و چهارم میلادی بود که به‌دلیل دست نکشیدن از ایمان خود به مسیحیت کشته شد. جرجیس در مسیحیت قدیس محسوب می‌شود.
او در منابع اسلامی، پیامبر محسوب می‌شود. ابن بابویه و قطب راوندی از ابن‌عباس روایت کرده‌اند، که حق‌تعالی، جرجیس را پیامبر گردانید و او را به‌سوی پادشاهی که در شام بود (به نام داذانه) فرستاد. در جهان مسیحیت افسانه‌هایی چون کشتن اژدها به او نسبت داده شده است. همچنین او را حامی بعضی شهرها و کشورهای مسیحی دانسته‌اند. مطابق روایتی متعلق به سده ششم میلادی، اصل وی از لُد در اسرائیل بوده است.

## در اسلام
در منابع اسلامی آمده است: جرجیس معرب گریگر (جرج) است. تولد جرجیس به سال ۳۱۵ میلادی در روم در خانواده‌ای اصیل و موحد بوده است. پدرش اناک بن خسرو (از اشراف اشکانی) ساکن فلسطین (از توابع ایران آن روزگار در زمان ملوک الطوایفی) بوده و ازطرف حکومت مرکزی ایران ۱۴ سال بر شمال غرب ایران حکمرانی داشته است. جرجیس در ۱۶ سالگی به پیامبری می‌رسد. جرجیس از پیامبران دوره فترت پس‌از عیسی بوده است نه رسول و مبلغ دین عیسی و با واسطه از شاگردان حواریون بوده است. ظهور وی در ارمنستان در سال ۳۲۹ میلادی بوده است. وی پیامبری در روزگار داذانه ملک موصل (اقلیمی بین شام و عراق و خراسان (نیشابور) و آذربایجان) بوده است که بتی بنام افلون داشتند. تیرداد، برادر جرجیس، بت‌پرست و دشمن وی بوده و پس‌از پدر به حکومت می‌رسد. جرجیس برای تسهیل تبلیغ و دستگیری فقرا تجارت و مسافرت می‌کرده است.
آخرین محل اقامت و تبلیغ جرجیس در شام بوده که در آنجا کشته و دفن شده است.

### شرح حال
دربارهٔ واژه جرجیس در منابع لغوی عربی مطلبی نیامده و لغت‌نویسان به همین توضیح اکتفا کرده‌اند که نام پیامبری بوده است اما، با توجه به منشأ داستان‌های او و نوع ترکیب واژه، به نظر می‌رسد مُعرَّبِ جورج باشد. در قرآن نیز ذکری از جرجیس به میان نیامده؛ اما، در تفاسیر و تواریخ، از پیامبران دوره فترت پس‌از عیسی شمرده شده است.
منبع اصلی قصه جرجیس در متون تاریخی و حدیثی مسلمانان، وهْب‌بن مُنَبِّه است. گسترده‌ترین روایت این قصه را ازطریق ابن اسحاق نقل کرده است. برطبق روایت طبری، جرجیس از بندگان صالح خداوند و اهل فلسطین بود. وی ازجمله کسانی بود که بازماندگان حواریون مسیح را دیده و از آنان اخذ علم کرده و ایمان خود را پنهان داشته بودند. جرجیس شغل بازرگانی داشت و از این طریق به مستمندان کمک می‌کرد. وی در بذل مال بی‌دریغ بود، چندانکه گاهی خود تهی‌دست می‌شد و سپس به کسب و کار می‌پرداخت و مال به‌دست می‌آورد. در واقع، او برای صدقه دادن کار می‌کرد وگرنه فقر را بیشتر دوست می‌داشت. جرجیس، که از فرمانروایی مشرکان بر سرزمین خود احساس ناامنی کرده بود، تصمیم گرفت به نزد داذانه، پادشاه جبار موصل (احتمالاً دیوکلسین، امپراتور روم از ۲۸۴ تا ۳۰۵ میلادی)، برود. وی برای جلب رضایت داذانه، که مشرکان را در آن سرزمین بر او مسلط نکند، مال فراوان به‌همراه خود برد تا به او هدیه دهد، اما متوجه شد که داذانه بت‌پرست است و مردم را به سجده کردن بر بتی به نام اِفّلون وامی‌دارد؛ ازاین‌رو، مالی را که با خود برده بود، بین مردم تقسیم کرد و او را به ترک بت‌پرستی دعوت نمود. داذانه هم متقابلاً جرجیس را به بت‌پرستی خواند و بین آن دو مجادله‌ای درگرفت و سرانجام پادشاه، جرجیس را مخیر کرد که یا تن به شکنجه دهد یا در مقابل افّلون (بت) سجده کند. جرجیس سجده نکرد و از این‌رو، چندبار شکنجه و سپس به حبس همراه با شکنجه محکوم شد، اما به کمک فرشته‌ای نجات یافت و نزد داذانه بازگشت و این‌بار داذانه او را به شکلی وحشیانه به قتل رساند ولی جرجیس این بار، به امر خدا، زنده شد. بار بعدی داذانه دوباره او را به قتل رساند و جرجیس کشته شد. در این میان، همسر داذانه، با دیدن حالات جرجیس، ایمان آورد و به همین جرم به دستور داذانه به قتل رسید. در مجموع ۳۴٬۰۰۰ تن به جرجیس ایمان آوردند که همگی کشته شدند. جرجیس، پس‌از کشته شدن همسر داذانه، به درگاه خدا دعا کرد و برای خود رفع بلا و مرگ، و برای داذانه و قومش عذاب و نابودی درخواست کرد. خدا دعای او را اجابت کرد و بدین ترتیب، مرگ چهارم و ابدی نصیب جرجیس گردید. در مراحل حبس و شکنجه جرجیس، معجزات و کرامات چندی روی داد، ازجمله زنده شدن گاو مرده، سبز شدن گیاهان خشکیده، زنده شدن مردگان و شفایافتن نابینا. در منابع پس‌از طبری، قصه جرجیس با تغییراتی در برخی جزئیات حوادث و تعبیرات، و گاهی به‌طور خلاصه، نقل شده است. مقدسی ازجمله کسانی است که این قصه را به‌اختصار آورده است. قصه جرجیس در پاره‌ای از منابع حدیثی شیعه، نظیر قصص الانبیاء از قطب‌الدین راوندی، بحارالانوار از مجلسی و النور المبین فی قصص الانبیاء و المرسلین جزایری آمده است که با نقل طبری و ثعلبی تفاوت‌هایی دارد. ازجمله اینکه در نقل شیعی این روایت، تعبیر «بَعثَاللّه جرجیس الی ملِکٍ بالشام» آمده که نشان می‌دهد وی را خدا برانگیخته است. همچنین وقتی پادشاه از او می‌پرسد: «اهل کجایی؟» او می‌گوید: «رومی‌ام ولی در فلسطین سکونت دارم» که این نکته در نقل اهل سنّت نیامده است. همچنین در نقل شیعی، جرجیس به چاه انداخته می‌شود ولی در نقل اهل سنّت، به درون مجسمه توخالی گاوی انداخته می‌شود. در قصص‌الانبیاء قطب راوندی، قدیمی‌ترین روایت موجودِ شیعی از این داستان، کل حدیث از ابن بابویه نقل شده، اما چون این قصه در هیچ‌یک از کتابهای موجود ابن‌بابویه وجود ندارد، به نظر می‌رسد قطب راوندی قصه را از یکی از کتابهای ابن‌بابویه، که اینک در دسترس نیست، نقل کرده باشد و این کتاب ظاهراً کتاب‌النبوة ابن‌بابویه است که خود او در برخی آثارش به آن اشاره کرده است. احتمالاً مأخذ اصلی قطب راوندی در قصص الانبیاء همین کتاب النبوة ابن‌بابویه بوده است. منبع اصلی ابن بابویه هم در نقل مطالبی از این دست، ظاهراً کتاب المبتداء آبان بن عثمان بَجَلی، مورخ معروف شیعی، است که در بسیاری از آثارش از او حدیث نقل کرده است. در هر حال، مجلسی، پس‌از ذکر قصه جرجیس، یادآور شده که این قصه در منابع تاریخی مفصّل‌تر آمده اما چون اعتمادی به سند آن نیست از ذکر آن خودداری کرده است. در احادیث، جرجیس با عنوان «شهید»، و «سیدالشهدا» خوانده شده است. پاره‌ای از ویژگیهای جرجیس، ازجمله صبر و شکیبایی، تحمل انواع شکنجه و بت‌شکنی، با ویژگیهای مشابهی در شخصیت علی بن ابیطالب تطبیق داده شده است. در برخی از دعاها نیز به نام جرجیس اشاره شده است.

جورج قدیس بر نشان فدراسیون روسیه

## در ادبیات فارسی
در برخی اشعار فارسی از شخصیت جرجیس، به‌عنوان اُسوه پایداری که بارها مورد امتحان الهی قرار گرفته، یاد شده است. همچنین در یک مَثَلِ مشهور فارسی به جرجیس اشاره شده است.

### در ضرب‌المثل فارسی
روباهی مرغی به دندان گرفت تا آن را بخورد. مرغ برای آخرین درخواست از او می‌خواهد که پیش‌از خوردن او نام یکی از پیامبران را به زبان آورد. روباه می‌دانست با آوردن نام دهانش باز می‌شود و مرغ را از کف می‌دهد، نام جرجیس را بر زبان می‌آورد تا هم به خواسته مرغ عمل کرده باشد و هم دهانش بسته بماند. بر این اساس مَثَلی به وجود آمد تحت این عنوان که فلانی بین این همه پیامبر جرجیس را انتخاب کرده است و به زرنگی یک شخص در انجام یک عمل اشاره دارد.